# Bellaguarda (Lleida)
Bellaguarda ist eine katalanische Gemeinde in der Provinz Lleida im Nordosten Spaniens mit 288 Einwohnern (Stand: 2024). Sie ist Teil der Comarca Garrigues.

## Geographische Lage
Bellaguarda liegt etwa 38 Kilometer südsüdöstlich von Lleida in einer Höhe von 640 m. 

## Bevölkerungsentwicklung
| Jahr      | 1970 | 1981 | 1991 | 2001 | 2011 | 2021 |
| Einwohner | 514  | 398  | 387  | 351  | 325  | 292  |

## Sehenswürdigkeiten
- Antoniuskirche